# Leptomorphus fasciculatus
Leptomorphus fasciculatus är en tvåvingeart som beskrevs av Edwards 1933. Leptomorphus fasciculatus ingår i släktet Leptomorphus och familjen svampmyggor. Inga underarter finns listade i Catalogue of Life.